# 辛汉文
辛汉文（1906年—1969年），上海人，中国戏剧、电影化妆师，中国左翼戏剧家联盟成员。代表作有《万家灯火》、《关不住的春光》、《丽人行》、《三毛流浪记》等。